# Soyou
Kang Ji Hyun (en hangul, 강지현; Jeju, 12 de febrero de 1992), más conocida por su nombre artístico Soyou (en hangul, 소유), es una cantante, actriz y modelo surcoreana. Fue miembro del grupo de femenino surcoreano Sistar bajo la discográfica Starship Entertainment.

## Biografía
Soyou nació el 12 de febrero de 1992, en Jeju, Corea del Sur. Soyou era aprendiz de la discográfica Cube Entertainment antes de estar con Sistar y se suponía que debía debutar como miembro de 4minute.  En cambio, Soyou audicionó para Starship Entertainment, cantando una canción de Navi «On The Road» y debutó como miembro de Sistar. Antes de debutar, ella era una peluquera con licencia y trabajaba en un salón de peluquería.

## Carrera

### Sistar
En junio de 2010, Soyou hizo su debut como miembro de Sistar en Music Bank con su sencillo debut «Push Push».

### Carrera en solitario
El 6 de agosto de 2010, Soyou con Woo de J2 colaboró para la banda sonora del drama Glory. El 17 de septiembre de 2010,  también cantó la banda sonora para el drama de MBC Playful Kiss. La canción se titula, «Should I Confess».
El 1 de noviembre de 2012, cantó un dúo de hip hop con Geeks, la canción «Officially Missing To You, Too» es un remake de la canción de Tamia del mismo título. La canción es parte del álbum de Geeks, Re;Code Episode 1, lanzado por LOEN Entertainment.
El 29 de noviembre de 2012, Soyou también lanzó una canción parte de Starship Planet 2012 junto con K.Will y Jeongmin de Boyfriend, la canción se llamó «White Love».
A mitad de julio de 2013 se reveló que Soyou aparecería en Star Diving Show Splash junto con Kwon Yuri, Choi Minho y otros.
El 6 de septiembre de 2013, fue revelado que Soyou junto con Mad Clown lanzarían un dúo llamado «Stupid In Love».
En febrero de 2014 sé reveló que Soyou y JunGiGo lanzarían un dúo llamado «Some».
El 5 de enero de 2015 fue revelado que Soyou junto con Lee Ha Nui y Kim Jung Min serán los nuevos MC del programa de consejo de belleza Get It Beauty en 2015. El nuevo MC del primer episodio salió al aire el 4 de febrero.
El 7 de febrero de 2017, se reveló que Soyou junto con Baekhyun de EXO lanzarían un dueto el 14 de febrero tituladoo «Rain».
Soyou hizo cover de 2 temas de SISTAR en su primer concierto en solitario, Touch Muy Body y I Swear.
El 29 de septiembre de 2020, después de dejar Starship se unió a una nueva compañía, Choi Jae-ho, CEO de Big Planet Made (BPM), una compañía de entretenimiento, anunció: «Hemos contratado a Soyou como el primer artista.»

## Discografía

### EPs
| Año                                                                                    | Álbum | Posicionamiento en listas | Posicionamiento en listas | Ventas | Certificaciones |
| Año                                                                                    | Álbum | COR                       | JPN                       | Ventas | Certificaciones |
| -------------------------------------------------------------------------------------- | --- | ------------------------- | ------------------------- | ------ | --------------- |
| 2022                                                                                   | Day &Nigth - Lanzamiento: 27 de abril de 2022 - Discográfica: BPM Entertainment - Formato: CD, descarga digital, streaming | 90                        |                           |        |                 |
| «—» indica que el álbum no alcanzó posición alguna o no fue lanzado en ese territorio. | |                           |                           |        |                 |

### Colaboraciones y bandas sonoras
| Año  | Título                                          | Canción                            | Artista                                  |
| ---- | ----------------------------------------------- | ---------------------------------- | ---------------------------------------- |
| 2010 | Gloria OST                                      | «It's Okay»                        | Dueto con Woo                            |
| 2010 | Playful Kiss OST                                | «Should I Confess»                 | Solo                                     |
| 2012 | Re;Code                                         | «Officially Missing You, Too»      | Dueto con Geeks                          |
| 2012 | Starship Planet                                 | «White Love»                       | Dueto con K.Will y Jeongmin de Boyfriend |
| 2013 | Goodbye                                         | «Goodbye»                          | Dueto con Hong Dae Kwang                 |
| 2013 | Stupid in Love                                  | «Stupid in Love»                   | Dueto con Mad Clown                      |
| 2014 | Empress Ki OST                                  | «Once More»                        | Solo                                     |
| 2014 | Some                                            | «Some»                             | Dueto con Junggigo y Lil Boi             |
| 2014 | The Space Between                               | «The Space Between»                | Dueto con Won Sunil y Park Yongin        |
| 2014 | The Snow Queen 2 OST                            | «Diamond»                          | Solo                                     |
| 2015 | Pillow                                          | «Pillow»                           | Dueto con Giriboy u Kihyun               |
| 2015 | Bored                                           | «Bored»                            | Dueto con Eluphant                       |
| 2015 | One Dream One Song                              | «One K»                            | Varios artistas                          |
| 2015 | Lean on Me                                      | «Lean on Me»                       | Dueto con Kwon Jeong Yeol                |
| 2015 | She Was Pretty OST                              | «You Don't Know»                   | Dueto con Brother Su                     |
| 2016 | Lucky Romance OST                               | «Tell Me»                          | Solo                                     |
| 2016 | Love in the Moonlight OST                       | «No Sleep»                         | Dueto con Yoo Seung Woo                  |
| 2016 | Inkigayo Music Crush Part.3                     | «Love Is One More Than Separation" | Dueto con Junggigo                       |
| 2016 | Guardian: The Lonely and Great God (Goblin) OST | «I Miss You»                       | Solo                                     |
| 2017 | Rain                                            | «Rain»                             | Dueto con Baekhyun                       |

## Filmografía

### Shows de variedades
| Año  | Título                        | Cadeba      | Notas                                                              |
| ---- | ----------------------------- | ----------- | ------------------------------------------------------------------ |
| 2010 | Children of The Night         | MBC         | Invitada                                                           |
| 2011 | Hello Baby                    | KBS         | Ep 1-12                                                            |
| 2011 | Weekly Idol                   | MBC Every 1 | Ep 8                                                               |
| 2012 | Running Man                   | SBS         | Ep 95                                                              |
| 2012 | Weekly Idol                   | MBC Every 1 | Ep 45                                                              |
| 2012 | Hello Counselor               | KBS2        | Invitada, Ep. 82                                                   |
| 2012 | The Beatles Code 2            | Mnet        | Invitada                                                           |
| 2013 | Shinhwa Broadcast             | JTBC        | Ep 45                                                              |
| 2013 | Incarnation                   | SBS         | Ep 23                                                              |
| 2013 | Star Diving Show Splach       | MBC         | Concursante                                                        |
| 2013 | Escape Crisis No.1            | KBS2        | Invitada                                                           |
| 2013 | Hello Counselor               | KBS2        | Ep 129                                                             |
| 2013 | Let's Go! Dream Team Season 2 | KBS         | Invitada                                                           |
| 2013 | Happy Together                | KBS2        | Ep 306                                                             |
| 2013 | Quiz Show                     | KBS         | Invitada                                                           |
| 2013 | The Human Condition Season 2  | KBS2        | Invitada, Ep 17                                                    |
| 2013 | Inmortal Songs 2              | KBS2        | Invitada                                                           |
| 2013 | Mamma Mia                     | KBS2        | Ep 27                                                              |
| 2013 | Great Marriage                | JTBC        | Ep 10 a Ep 22                                                      |
| 2013 | Real Men                      | MBC         |                                                                    |
| 2014 | Wishing Star                  | MBC Cada 1  | Coanfitrión                                                        |
| 2014 | Midnight in Hong Kong         | Y-estrella  | Ep 1-4                                                             |
| 2014 | The Radio Star                | MBC         | Invitada                                                           |
| 2014 | Crime Scene                   | JTBC        | Invitada                                                           |
| 2014 | 1 vs 100 Quiz Show            | KBS2        | Invitada                                                           |
| 2014 | I Live Alone                  | MBC Cada 1  | Ep 59                                                              |
| 2014 | Witch Hunt                    | JTBC        | Ep 52                                                              |
| 2014 | Hello Counselor               | KBS2        | Invitada, Ep. 182                                                  |
| 2014 | Running Man                   | SBS         | Ep 209                                                             |
| 2014 | Yu JaeSeok I am a Man         | KBS2        | Ep 2                                                               |
| 2014 | The Human Condition Season 2  | KBS2        | Invitada, Ep 74                                                    |
| 2014 | The TaeTiSeo                  | OnStyle     | Ep 6                                                               |
| 2014 | Quiz To Change The World      | MBC         | Invitada                                                           |
| 2014 | 100 People, 100 Songs         | JTBC        | Ep 7-8                                                             |
| 2014 | Escape Crisis No.1            | KBS2        | Ep 462                                                             |
| 2015 | Get It Beauty                 | OnStyle     | MC                                                                 |
| 2015 | Sistar Showtime               | MBC Cada 1  | Ep 1-8                                                             |
| 2015 | You Hee-yeol Sketchbook       | KBS2        | Ep 256                                                             |
| 2015 | Hello Counselor               | KBS2        | Invitada, Ep. 230                                                  |
| 2015 | Invisible Man                 | KBS2        | Ep 3                                                               |
| 2015 | Take Care of Your Fridge      | JTBC        | Ep 16-17                                                           |
| 2015 | Witch Hunt                    | JTBC        | Ep 85                                                              |
| 2015 | Healing Camp                  | SBS         | Ep 178                                                             |
| 2015 | What Shall We Eat Today       | CJ E&M      | Ep 59                                                              |
| 2016 | King of Mask Singer           | MBC         | concursó como "Pushing and Pulling Fairy Tinker Bell", (ep. 81-82) |
| 2016 | Battle Trip                   | KBS2        | participó con Dasom, (ep. 42-45)                                   |
| 2017 | Night Goblin                  | JTBC        | Ep 1                                                               |
| 2017 | Running Man                   | SBS         | Ep 383                                                             |
| 2017 | Hello Counselor               | KBS2        | Invitada, Ep. 340                                                  |
| 2018 | Produce 48                    | Mnet        | entrenadora vocal                                                  |
| 2019 | In Sync                       | KBS 2TV     | co-presentadora - junto a Kim Jong Kook                            |
| 2019 | 5 Bros (괴팍한5형제)          | JTBC        | (ep. #1) - invitada - junto a Bora                                 |

### Apariciones en vídeos musicales
| Año  | Título de canción   | Artista                | Rol                             |
| ---- | ------------------- | ---------------------- | ------------------------------- |
| 2011 | «Pink Romance»      | Starship Entertainment | Ella                            |
| 2013 | «Stupid In Love»    | Soyou & Mad Clown      | Papel principal                 |
| 2013 | «Snow Candy»        | Starship Entertainment | Ella                            |
| 2014 | «Day 1»             | K. Will                | Papel principal ft Park Min-woo |
| 2014 | «The Space Between» | Soyou & Urban Zakapa   | Cameo                           |
| 2014 | «Love Is You»       | Starship Entertainment | Ella                            |

## Premios y nominaciones
| Año  | Premio                                       | Categoría                                      | Trabajo nominado                   | Resultado |
| ---- | -------------------------------------------- | ---------------------------------------------- | ---------------------------------- | --------- |
| 2013 | 3rd Gaon Chart K-Pop Awards                  | Artista del Año ─ septiembre                   | «Stupid In Love (con Mad Clown)»   | Ganadores |
| 2014 | World Music Awards                           | Mejor Canción del Mundo                        | «Some (con Junggigo)»              | Nominados |
| 2014 | World Music Awards                           | Mejor Vídeo del Mundo                          | «Some (con Junggigo)»              | Nominados |
| 2014 | World Music Awards                           | Mejor Dueto del Mundo                          | Soyou (con Junggigo)               | Nominados |
| 2014 | World Music Awards                           | Mejor Actuación en Vivo del Mundo              | Soyou (con Junggigo)               | Nominados |
| 2014 | 9th Seoul International Drama Awards         | Banda Sonora Sobresaliente de un Drama Coreano | «Once More» ─ Empress Ki OST       | Nominada  |
| 2014 | 16th Seoul International Youth Film Festival | Mejor OST por una Artista Femenina             | «Once More» ─ Empress Ki OST       | Nominada  |
| 2014 | 7th Style Icon Awards                        | Top 10 de los Íconos de Estilo                 | La Voz que Coqueteó con la Nación  | Ganadora  |
| 2014 | 4th Gaon Chart K-Pop Awards                  | Canción del Año ─ febrero                      | «Some (con Junggigo)»              | Ganadores |
| 2014 | 4th Gaon Chart K-Pop Awards                  | Larga Canción del Año                          | «Some (con Junggigo)»              | Ganadores |
| 2014 | 6th MelOn Music Awards                       | Premio Hot Trend                               | «Some (con Junggigo)»              | Ganadores |
| 2014 | 6th MelOn Music Awards                       | Premio a la Mejor Canción de R&B/Soul          | «Some (con Junggigo)»              | Nominados |
| 2014 | 6th MelOn Music Awards                       | Canción del Año                                | «Some (con Junggigo)»              | Nominados |
| 2014 | 16th Mnet Asian Music Awards                 | Mejor Colaboración                             | «Some (con Junggigo)»              | Ganadores |
| 2014 | 16th Mnet Asian Music Awards                 | UnionPay Canción del Año                       | «Some (con Junggigo)»              | Nominados |
| 2014 | SBS Gayo Daejun Awards                       | Mejor Canción                                  | «Some (con Junggigo)»              | Ganadores |
| 2015 | 29th Golden Disk Awards                      | Bonsang Digital                                | «Some (con Junggigo)»              | Ganadores |
| 2015 | 29th Golden Disk Awards                      | Tendencia del Año                              | «Some (con Junggigo)»              | Ganadores |
| 2015 | 24th Seoul Music Awards                      | Grabación del Año en Lanzamiento Digital       | «Some (con Junggigo)»              | Ganadores |
| 2015 | 12th Korean Music Awards                     | Canción del Año                                | «Some (con Junggigo)»              | Ganadores |
| 2015 | 12th Korean Music Awards                     | Mejor Canción de Pop                           | «Some (con Junggigo)»              | Ganadores |
| 2015 | 12th Korean Music Awards                     | Grupo de Músicos del Año                       | Soyou (con Junggigo)               | Nominados |
| 2015 | 17th Mnet Asian Music Awards                 | Mejor Colaboración & Unidad                    | «Leon On Me (con Kwon Jeong Yeol)» | Nominados |
| 2015 | 17th Mnet Asian Music Awards                 | UnionPay Canción del Año                       | «Leon On Me (con Kwon Jeong Yeol)» | Nominados |
| 2016 | 9th Korea Drama Awards                       | Mejor Banda Sonora                             | «Tell Me» ─ Lucky Romance OST      | Nominada  |

### Show Champion
| Año  | Fecha       | Canción                |
| ---- | ----------- | ---------------------- |
| 2014 | 19 de enero | «Some» (con Jung Gigo) |

### M! Countdown
| Año  | Fecha           | Canción                            |
| ---- | --------------- | ---------------------------------- |
| 2014 | 20 de febrero   | «Some» (con Jung Gigo)             |
| 2014 | 27 de febrero   | «Some» (con Jung Gigo)             |
| 2015 | 1 de octubre de | «Lean On Me» (con Kwon Jeong Yeol) |

### Music Bank
| Año  | Fecha         | Canción                |
| ---- | ------------- | ---------------------- |
| 2014 | 21 de febrero | «Some» (con Jung Gigo) |
| 2014 | 28 de febrero | «Some» (con Jung Gigo) |
| 2014 | 7 de marzo    | «Some» (con Jung Gigo) |
| 2014 | 21 de marzo   | «Some» (con Jung Gigo) |
| 2014 | 4 de abril    | «Some» (con Jung Gigo) |

### Show! Music Core
| Año  | Fecha               | Canción                          |
| ---- | ------------------- | -------------------------------- |
| 2013 | 28 de septiembre de | «Stupid in Love» (con Mad Clown) |
| 2014 | 22 de febrero       | «Some» (con Jung Gigo)           |
| 2014 | 1 de marzo          | «Some» (con Jung Gigo)           |

### Inkigayo
| Año  | Fecha            | Canción                |
| ---- | ---------------- | ---------------------- |
| 2014 | 23 de febrero de | «Some» (con Jung Gigo) |